# عاشيق

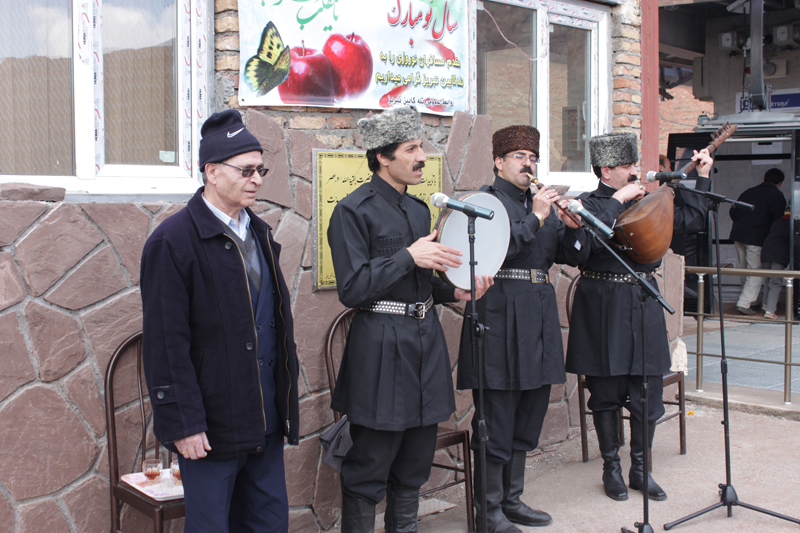
أذريون في تبريز في إحدى المناسبات الغنائية وأحدهم يستعمل عود عاشيق

عاشيق (بالأذريّة: Aşıq ، بالتركية: Âşık، بالفارسية: عاشیق، بالأرمنية: Աշուղ، بالجورجيّة: აშუღი، بالأوسيتية: Асыг)، هي آلة موسيقيّة وتريّة تستخدمها الشعوب التركيّة في إيران والقوقاز وتركيا، لعبت هذه الآلة دوراً كبيراً في نقل تراث الشعوب التركيّة الشفوي جيلاً بعد جيل، قديماً كان يطلق عليها أسماء كثيرة كباخشي وديدي وأوزان، امّا اسم الحالي للعاشيق فهو مشتق من الكلمة العربيّة عاشق. في أيلول من العام 2009، تم تضمين فن العاشيق الأذربيجاني في قائمة اليونيسكو للتراث الشفهي وغير المادي للإنسانية.